# Basketball club Brno
Il B.C. Brno è una società cestistica, avente sede a Brno, nella Repubblica Ceca. Fondata nel 1926, nel 2008 si era sciolta per problemi finanziari, ma dopo poco tempo venne rifondata.

## Palmarès
- Campionato cecoslovacco: 20

1945-46, 1946-47, 1947-48, 1948-49, 1949-50, 1950-51, 1951, 1957-58, 1961-62, 1962-63, 1963-64, 1966-67, 1967-68, 1975-76, 1976-77, 1977-78, 1985-86, 1986-87, 1987-88, 1989-90
- Campionato ceco: 3

1993-94, 1994-95, 1995-96